# Comté de Spink
Le comté de Spink est un comté situé dans l'État du Dakota du Sud, aux États-Unis. En 2020, sa population est de 6 361 habitants. Son siège est Redfield.

## Histoire
Créé en 1873, le comté est nommé en l'honneur de Solomon L. Spink, délégué du territoire du Dakota à la Chambre des représentants des États-Unis.

## Villes du comté
- Cities :
  - Ashton
  - Conde
  - Doland
  - Frankfort
  - Mellette
  - Redfield
- Towns :
  - Brentford
  - Northville
  - Tulare
  - Turton

## Démographie
Selon l'American Community Survey, en 2010, 93,63 % de la population âgée de plus de 5 ans déclare parler l'anglais à la maison, 4,79 % l'allemand, 0,57 % l'espagnol et 1,01 % une autre langue.
| 1880 | 1890   | 1900  | 1910   | 1920   | 1930   |
| ---- | ------ | ----- | ------ | ------ | ------ |
| 477  | 10 581 | 9 487 | 15 981 | 15 768 | 15 304 |

| 1940   | 1950   | 1960   | 1970   | 1980  | 1990  |
| ------ | ------ | ------ | ------ | ----- | ----- |
| 12 527 | 12 204 | 11 706 | 10 595 | 9 201 | 7 981 |

| 2000  | 2010  | - | - | - | - |
| ----- | ----- | - | - | - | - |
| 7 454 | 6 415 | - | - | - | - |